# Deschampsia wacei
Deschampsia wacei é uma espécie de gramíneas da família Poaceae.
Apenas pode ser encontrada na Santa Helena (território).
Os seus habitats naturais são: pântanos.